# Chelonoidis niger phantasticus
La tartaruga di Fernandina o tartaruga gigante di Fernandina (Chelonoidis niger phantasticus (Van Denburgh, 1907)) è una sottospecie di tartaruga della famiglia Testudinidae, endemica dell'isola Fernandina nell'arcipelago delle Galapagos.
Ritenuta estinta dall'inizio del XX secolo, con un solo esemplare maschile del 1906, sottospecie di Chelonoidis niger, ne è stato avvistato un esemplare femminile il 21 febbraio 2019. La tartaruga è stata trasferita in un centro di riproduzione nell'isola di Santa Cruz vicina, allo scopo di conservazione e test genetici. Sono in corso sforzi per trovare un idoneo compagno maschio per l'accoppiamento con la femmina.